# Giuliano Amato
Giuliano Amato, född 13 maj 1938 i Turin, Piemonte, är en italiensk politiker. Han var Italiens premiärminister 1992–1993 och 2000–2001.